# Съёмочная группа
Съёмочная группа — временный производственно-творческий коллектив, непосредственно работающий над созданием фильма, телепередачи, сериала или иного аудиовизуального продукта.
Постановка любого фильма осуществляется группой творческих и производственных работников, объединяемых на время производства в общем коллективе, называемом съёмочной группой. Документальные фильмы могут сниматься небольшой группой, в которой достаточно наличия режиссёра, оператора, звукооператора и директора. Полнометражные художественные фильмы снимаются группой, которая может включать несколько десятков и даже сотен сотрудников, в зависимости от масштаба и сложности.
Состав каждой съёмочной группы отражается в титрах фильма (серии, части сериала). Международная система перечисления участников съёмочной группы, принятая также в современном отечественном кинематографе, подразумевает подробное указание всех сотрудников, в отличие от советской, рассчитанной на более краткую форму с упоминанием лишь актёрского и основного творческого состава. 

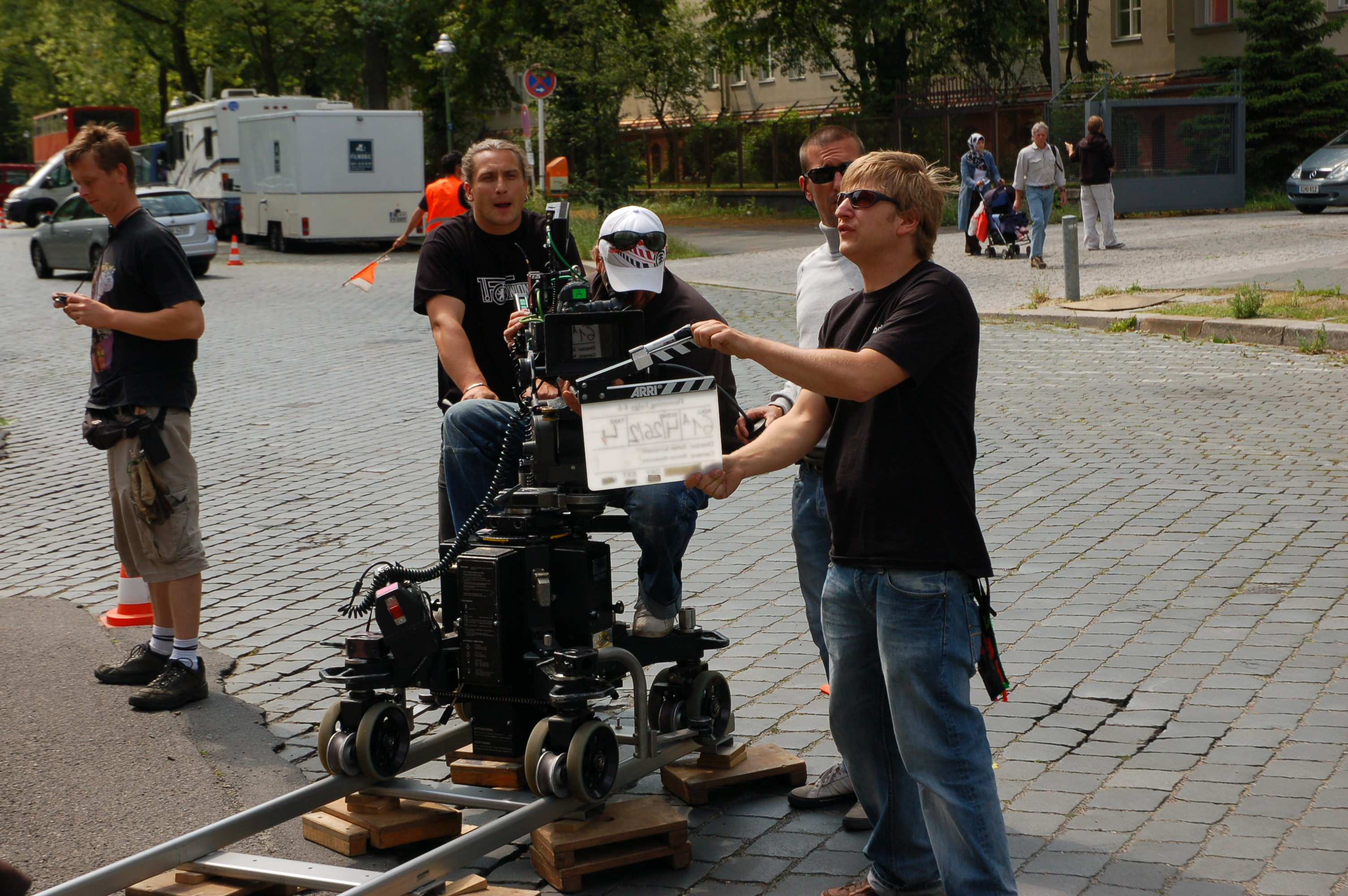
Операторская группа за работой. На переднем плане — второй ассистент оператора с хлопушкой

## Состав съёмочной группы художественного фильма
Съёмочная группа набирается после запуска литературного сценария в производство и постепенно расформировывается, начиная с окончания съёмочного периода. От вида, жанра, постановочной сложности фильма зависят состав, численность и время существования съёмочной группы. На протяжении различных этапов создания фильма состав съёмочной группы меняется в зависимости от сложности задач. Наибольшую численность группа имеет во время съёмочного периода, наименьшую — во время подготовительного и монтажно-тонировочного.
В некоторых случаях для сокращения съёмочного периода и удешевления производства предусматривается наличие нескольких съёмочных групп, каждая из которых снимает свою часть фильма. Эти группы работают на различных съёмочных площадках или в различных географических зонах (в этом случае в титрах явно указывается деление на группы).
При съёмке многосерийных фильмов и сериалов могут набираться разные съёмочные группы для производства конкретных серий или «сезонов».
Все работающие в группе, созданной для съёмок игрового художественного фильма, могут быть разделены на три основные части:
- Основной творческий состав, в который входят автор литературного сценария, актёрский состав и консультанты, привлекаемые для работы по договорам, и сама творческая группа во главе с режиссёром-постановщиком, как правило, состоящая из штатных работников киностудии;
- Административный персонал, во главе с продюсером;
- Прикрепляемые к съёмочной группе работники отделов и цехов киностудии.

Съёмочные группы научно-популярных, документальных, телевизионных и мультипликационных фильмов имеют меньшее количество сотрудников и упрощённую структуру. Возможно даже частичное совмещение профессий и должностей, например — режиссёр-оператор. В исключительных случаях киногруппа может состоять из одного человека.
Современное отечественное кинопроизводство постепенно приходит к структуре съёмочных групп, принятых за рубежом. Поэтому в статье, наряду с русскоязычными названиями должностей, даны их английские соответствия, общепринятые в мировой практике.

## Основной творческий коллектив
- Режиссёр-постановщик (англ. film director) — ключевой творческий руководитель, автор проекта, главное лицо на съёмочной площадке[4]. Режиссёр-постановщик интерпретирует сценарий и придаёт отдельным фрагментам кинофильма единство и законченность художественного произведения[5]. Руководит работой актёров и всех остальных участников съемочной группы (оператора, звукорежиссёра, художника-постановщика и др.).
- Оператор-постановщик (англ. director of photography, DP, DOP, doph, cinematographer) он же главный оператор — разрабатывает изобразительное решение фильма и руководит операторской группой. Отвечает за фотографическое качество изображения, расход киноплёнки и электроэнергии для операторского освещения[4].
- Художник-постановщик (англ. production designer) — отвечает за изобразительно-декорационное решение и оформление фильма. Разрабатывает эскизы, делает макет декорационного комплекса, а также руководит постройкой декораций. Принимает участие в выборе мест для съёмок (локаций), руководит художественно-постановочным отделом. Работа тесно связана с художником по костюмам.
- Художник по костюмам (англ. costume designer) — создает и утверждает эскизы костюмов, художественные образы персонажей.
- Композитор (англ. composer) — пишет музыкальные темы и музыкальное сопровождение для фильма.
- Звукорежиссёр (англ. sound designer) — курирует все этапы изготовления фонограммы. Формирует концепцию звука и создаёт художественные звуковые образы.

### Группа сценаристов
- Автор идеи или сюжета, книги или другого произведения, послужившего прототипом сценария.
- Сценарист (англ. screenwriter, scriptwriter, writer) — пишет литературный сценарий фильма.
- Консультант — специалист в той или иной научной дисциплине, который консультирует сценаристов и съёмочную группу по тематике сюжета фильма, историческим событиям, военной тактике и пр.
- Редактор — проверяет грамматику, орфографию, пунктуацию текстов и корректирует опечатки и ошибки. Идеологически выравнивает сценарную работу посредством ведения переговоров, применяя дипломатическое искусство в беседе.

### Режиссёрская группа
Режиссёрская группа, как правило, возглавляется режиссёром-постановщиком.
- Режиссёр-постановщик (англ. film director) — режиссёр-постановщик интерпретирует сценарий и придаёт отдельным фрагментам кинофильма единство. Руководит работой актёров и всех остальных участников съемочной группы (оператора, звукорежиссёра, художника-постановщика и др.).
- Второй режиссёр (англ. first assistant director) — занимается организацией и планированием съёмочного процесса. Помощник режиссёра несёт ответственность за решение текущих оперативных вопросов, например, вызов на съёмочную площадку актёров или других членов съёмочной группы, срочное решение хозяйственных вопросов. Он даёт возможность режиссёру-постановщику сосредоточить внимание на творческих аспектах кинопроизводства. Следит за сменой исполнителей на площадке.
- Режиссёр планирования — в российском кинематографе позиция резервируется в зависимости от бюджета кинокартины. При маленьком бюджете эти обязанности выполняет второй режиссёр, при среднем второй режиссёр за часть своего гонорара может взять себе ассистента на эту работу, при должном финансировании это отдельные позиции. Обязанности: составляет для каждой сцены график вызова актёров с указанием времени их рабочей смены (вызывной на смену) и создаёт КПП (календарно-постановочный план) съёмок, распределяя все сцены по локациям и дням в организованный перечень последовательности (не по порядку сценария, а по техническому удобству съёмок).
- Помощник режиссёра (англ. second assistant director) — помощник второго режиссёра. Следит за сменой исполнителей на площадке и составляет для каждой сцены график вызова актёров с указанием времени их рабочей смены. В некоторых случаях работает с хлопушкой-нумератором, однако чаще всего эта роль достаётся второму ассистенту оператора[5].
- Кастинг-директор (англ. casting director, старое название — режиссёр по работе с актёрами) — осуществляет подбор (кастинг) актёров на все ключевые и второстепенные роли. Учитывает психологическую и художественную совместимость актёров, а также решает вопросы взаимодействия режиссёра с актёрами.
- Помощник режиссёра по сценарию (англ. script supervisor) — ведёт во время съёмок учёт по каждой сцене, чтобы при съёмке очередной была возможность убедиться в правильности следования сценарию во всех деталях. Также отслеживает число отснятых за день страниц и сцен сценария, число кадров, оценивает предполагаемое экранное время, а также отмечает случаи отступления от сценария[5].
- Режиссёр монтажа (англ. film editor) — человек, ответственный за основные монтажные решения. Выполняет чистовую «сборку» картины. Нередки случаи, когда функции режиссёра монтажа выполняет сам режиссёр-постановщик.
- Плейбэк — обеспечивает видеозапись изображения с телевизиров киносъёмочных аппаратов на видеокассету или другой носитель (устаревшее); в цифровую эпоху: с современных камер через сендер (от англ. to send — передавать, отправлять; система беспроводной передачи видеосигнала) записывает на карты памяти, для просмотра отснятого дубля. Также в обязанности входит: организация удобного расположения плейбэка для контроля изображения со всех камер.
- Ассистент режиссёра по актёрам — отвечает за встречу прибывающих актёров, расположение их в актёрской и обеспечение комфортного пребывания на площадке. Кроме того, сопровождает их на костюм/грим, вызывает на площадку, ассистирует на самой площадке если есть необходимость.

### Актёрский состав
Актёрская группа — подчиняются режиссёру-постановщику, второму режиссёру, ассистенту режиссёра-постановщика.
- Актёр и актриса — одно из главных выразительных средств режиссёра. Различают актёров и актрис: первого (главная или ведущая роль) и второго плана и участников эпизодических ролей.
- Дублёры — люди, не владеющие актёрской профессией, но по строению тела и внешности похожие на героев фильма. Они подменяют собой актёра или актрису при выполнении тех или иных сцен или при подготовке к съёмкам. Например, при съёмке сцен с трюками, опасными для жизни, в эротических фильмах и подобных случаях.
- Актёры массовых сцен (массовка) — участники массовых сцен с большим количеством людей. Необходимы при съёмках сцен на улицах, в общественных местах и батальных сцен в военных фильмах. Людям, занятым в массовках, не требуются профессиональные актёрские навыки, поэтому их набор производится только по внешним параметрам.

### Трюковая группа
- Постановщик трюков (англ. stunt coordinator) — специалист, разрабатывающий трюки и их безопасное исполнение. Часто постановка трюков требует понимания принципов построения видеоряда, чтобы организовать съёмку трюков «по частям», безопасным по отдельности, но эффектным после монтажа.
- Исполнители трюков (каскадёры) — выполняют задачу режиссёра-постановщика как дублёры или в эпизодических ролях.
- Дрессировщик — в фильмах с животными, исполняющими главные или эпизодические роли, например, «Полосатый рейс», «Ко мне, Мухтар!» и т. д.

### Операторская группа

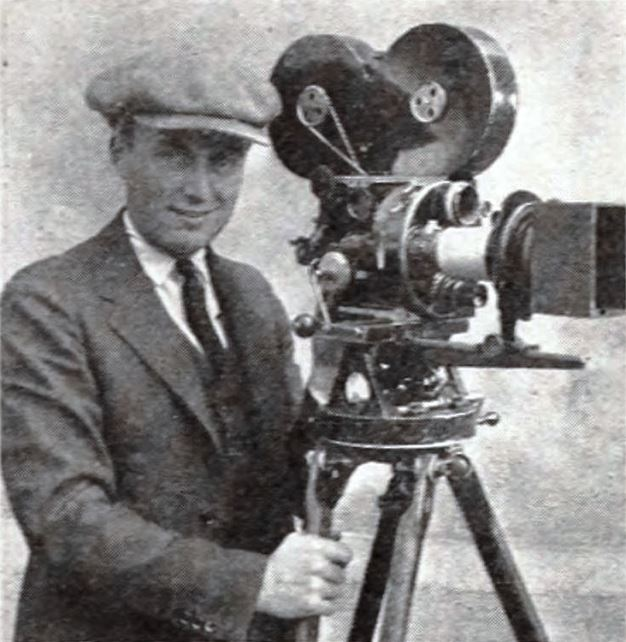
Байрон Хэскин

Операторская группа (англ. camera crew) подчиняются оператору-постановщику.
- Кинооператор (англ. camera operator) — является непосредственным помощником главного оператора, непосредственно управляет киносъёмочным аппаратом. При многокамерной съёмке или работе в несколько смен в группе могут быть несколько операторов.
- Оператор стедикама — кинооператор, обладающий специальными навыками управления киносъёмочным аппаратом, установленным на систему стабилизации «Стэдикам».
- 1-й ассистент оператора (фокус-пуллер) (англ. 1st AC, focus puller) — выполняет функции «фокус-пуллера», то есть управляет фоллоу-фокусом киносъёмочного аппарата, фокусируя объектив на необходимых по замыслу объектах. Измеряет заранее рулеткой дистанцию и переводит плоскость резкости объектива в процессе съёмки в случае движения камеры или смены главного объекта, который должен отображаться резко. Также производит измерение экспозиционных параметров и отвечает за правильную экспозицию. Выполняет измерение цветовой температуры съёмочного освещения и осуществляет подбор конверсионных светофильтров.
- 2-й ассистент оператора (англ. 2nd AC, clapper loader) — выполняет перезарядку киносъёмочного аппарата в случае отсутствия в группе отвечающего за это механика. Устраняет внезапно возникшие помехи в кадре. Перед началом кадра с помощью хлопушки отмечает на изображении и звуковой записи номер кадра, дубль (иногда вариант кадра). Иногда на жаргоне такого человека называют «Хлопушка»[5]. Важная часть его работы — заполнение съёмочных листов, то есть учёт отснятых дублей и сопроводительная документация экспонированной киноплёнки[* 2].

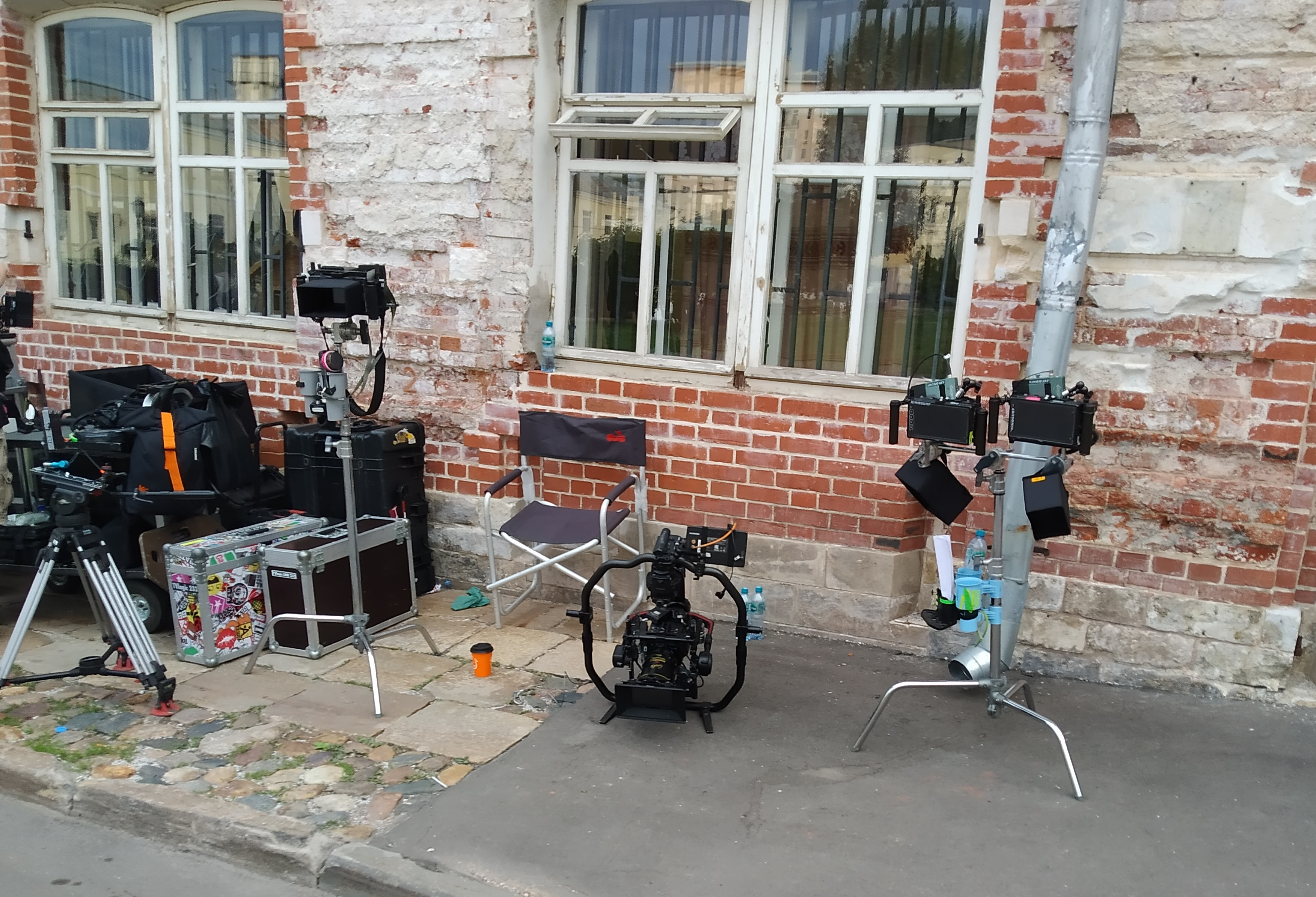
Оборудование операторской группы

Кроме перечисленных сотрудников, к операторской группе прикрепляются сотрудники постановочного цеха (англ. dolly grip), цеха съёмочной техники, цеха комбинированных съёмок и оружейно-пиротехнического цеха.
Современная практика в некоторых случаях предусматривает использование двух операторских групп для сокращения съёмочного периода. При этом основная группа (англ. first unit) занимается съёмками наиболее сложных игровых сцен, в то время как вторая (англ. second unit), меньшего состава, снимает более простые кадры, не требующие постановочных действий: видовая съёмка, предметы и т. п.

## Административная группа

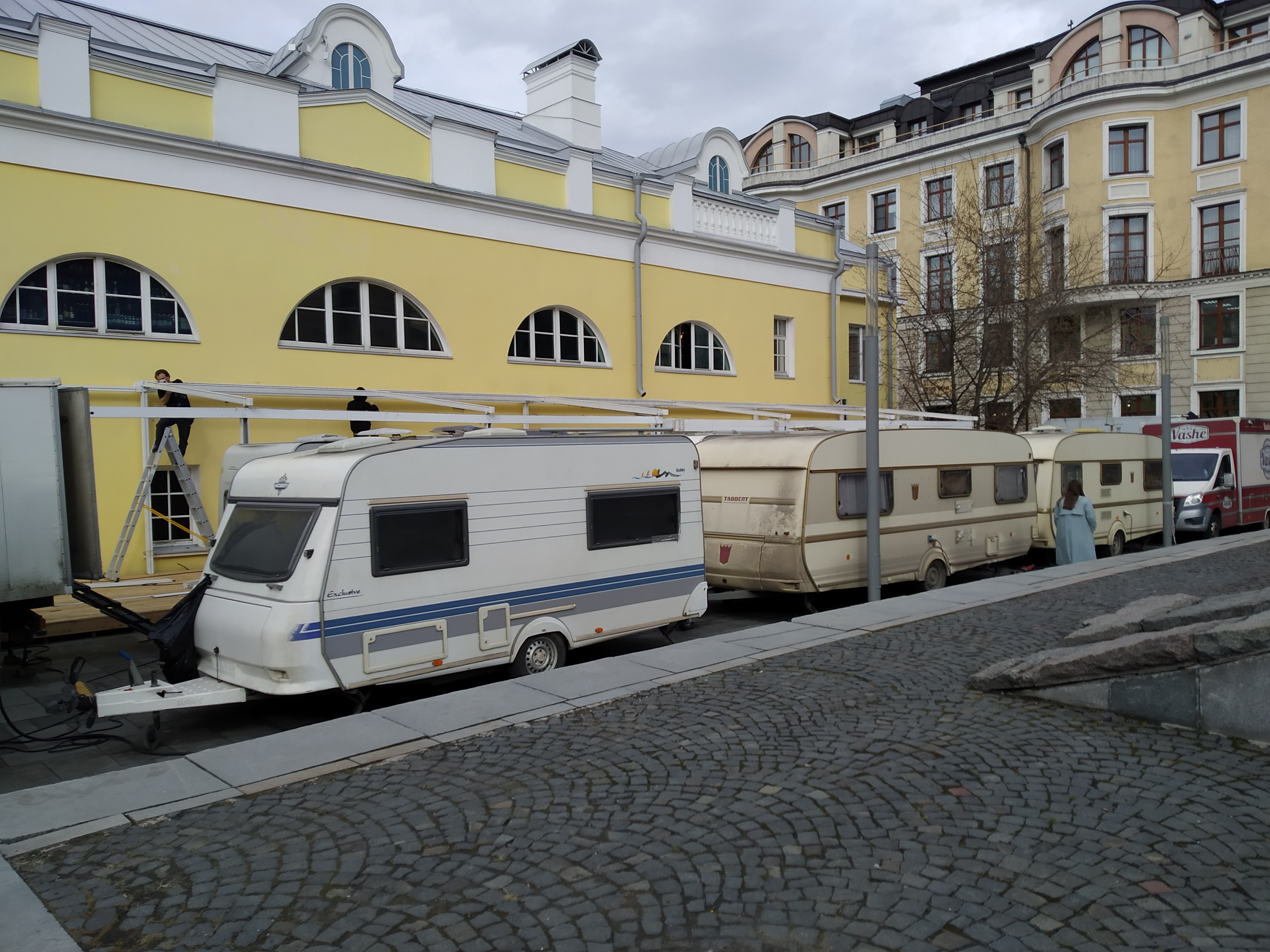
Городок съёмочной группы на Тверском бульваре в Москве

- Продюсер (англ. producer) — художественный и финансовый руководитель проекта. Формирует проект, выбирая сценарий и режиссёра, и осуществляет производство и контроль[5].
- Директор (англ. production manager) — устаревшее название должности, применявшееся в советском кинематографе. В отличие от иностранных съёмочных групп, в которых director — это режиссёр, в отечественном кинематографе «директор» выполняет функции управления финансами и производством и не включён в творческий процесс. В советском кинопроизводстве имело место подразделение обязанностей на две профессии:
  - Директор картины — отвечает за бухгалтерскую отчётность и бесперебойное финансирование всех нужд съёмочной группы. По своим функциям и обязанностям может быть схож с «линейным продюсером»[6][* 3] (англ. line producer).
  - Директор производства — менеджер, осуществляющий планирование, управление и контроль производства картины, обеспечения её ресурсами. Обеспечивает запуск производства, контролирует сроки работ и объём расходования средств, формирует календарный план производства[6].

В настоящее время позиция по-прежнему широко применяется в Российском кино- и телепроизводстве, и особенно в анимации, но зачастую не разделяет обязанности управления финансами и производством. В американской системе кинопроизводства обязанности директора выполняет production manager или production supervisor (в системе Гильдии режиссёров Америки должность называется unit production manager).
- Менеджер по площадке (англ. location manager) — осматривает и выбирает места для съёмки. Получает официальные разрешения для проведения съёмок на выбранных площадках, если это необходимо[5].

## Прикрепляемые сотрудники цехов киностудии

### Гримёрный цех
- Художник-гримёр (англ. make-up artist) — подчиняется режиссёру, второму режиссёру. Делает выписку кого, как и когда гримировать. Следит за соответствием этого процесса. Кому какой парик и т. п. Изготовление накладных париков, усов и т. п. под соответствующий образ. Решает все вопросы, связанные с цветом глаз, старением, типом кожи, ранениями.
- Ассистент художника-гримёра — занимается поправлением грима, выполняет все работы, связанные с поддержанием внешнего вида. На нём — вся рутина художника-гримёра.
- Постижёр — изготовление накладных париков, усов и т. п. под соответствующий образ.
- Художник по специальному гриму — обладает опытом имитации, сочетания грима со специальными эффектами. Имитирует эффекты старения, особой фактуры кожи и т. д. Может создавать микропиротехнические эффекты — маленькие взрывные устройства (петарды), имитирующие попадание пули в актёра, нанесение колотого ранения и его последствий[5].

### Звукоцех
- Звукорежиссёр (англ. sound director) — создаёт звуковой фон фильма, работает со звуком, с записями, отслеживает технические параметры фонограммы, такие как уровни звуковых составляющих, их частотные характеристики и распределение по каналам.
- Ассистент звукорежиссёра (англ. boom operator) — управляет микрофоном на выносной штанге: направляет его на сюжетно-важные объекты и следит, чтобы микрофон не попадал в кадр.
- Звукооператор (англ. sound operator) — член звуковой группы, отвечающий за запись всех звуков на съёмочной площадке во время съёмки.
- Режиссёр звуковых эффектов (англ. sound effect designer) — занимается созданием звуковых спецэффектов, а также звуков, не имеющих соответствующего аналога в природе или которые невозможно записать, например, звук, издаваемый динозаврами.
- Инженер звукозаписи (англ. utility sound technician) — специалист, обслуживающий комплекс звукового оборудования.
- Звукомонтажёр (англ. sound editor) — осуществляет монтаж и микширование звуковых составляющих конечной фонограммы. Раскладывает записанные реплики синхронно изображению.
- Звукооформитель (англ. foley artist) — специалист по записи синхронных шумов. Имитирует и воспроизводит синхронно изображению необходимые шумы. Например: шаги человека, скачущую лошадь, поцелуи и прочие шумы, воспроизводимые человеком и окружающей средой.
- Звукорежиссёр перезаписи (англ. post-production sound mixer) — важный специалист на финальном этапе формирования картины. Не следует путать перезапись с переозвучиванием. Перезапись — это последняя стадия фильмопроизводства, во время которой происходит обработка, локализация, сведение и мастеринг всех многочисленных звуковых компонентов.

### Костюмный цех
- Художник по костюмам (англ. costume designer) — разрабатывает одежду для всех персонажей фильма и всех эпизодов в соответствии с художественным замыслом и исторической эпохой. Следит за соответствием костюмов историческим и фактическим обстоятельствам. В военных фильмах отвечает за достоверность знаков различия.
- Ассистент художника по костюмам (англ. assistant costume designer) — главный помощник, «правая рука» художника по костюмам. Ассистентов может быть несколько. Ассистенты художника организуют работу младших помощников департамента костюма — костюмеров.
- Костюмер (англ. costumer) — обеспечивает рабочее состояние всех костюмов при любых условиях съёмки, помогает ассистенту вести монтажные таблицы по костюмным планам персонажей.

### Музыкальный цех
- Музыкальный редактор — с помощью музыки, музыкальных звуковых эффектов создаёт определённую атмосферу и настроение сюжета фильма, единство музыки и изображения.
- В музыкальных фильмах, фильмах-мюзиклах (таких как, например, «Пиковая дама», «Принцесса цирка» и пр.) к этому цеху относятся также балетмейстер и/или хореограф, постановщик танцев и др. специалисты в области музыкального искусства.
- Авторы и исполнители песен, исполняемых в фильме, дирижёр, музыкальная группа и симфонический оркестр, в исполнении которых звучат песни, композиции и иное музыкальное сопровождение фильма — все они также состоят в этом цехе.

### Оружейно-пиротехнический цех
- Пиротехник или супервайзер по спецэффектам (англ. special effect supervisor) — специалист, занимающийся имитацией мнимых и организацией настоящих взрывов, стрельбы из огнестрельного оружия во время съёмки боевых сцен «вживую», то есть без участия компьютера, генерирующего эти эффекты виртуально[7]. Рассчитывает требуемый заряд, направление взрывной волны и отвечает за технику безопасности. Создание фейерверков и искусственного тумана, облака, проплывающие в небе[8] — также дело рук пиротехника[9]. Батальные сцены зачастую невозможно воспроизвести в кино без помощи пиротехники. Работа пиротехника на съёмочной площадке включает в себя: изготовление необходимых пиротехнических изделий, имущества и инвентаря, рекогносцировка съёмочной площадки, то есть определение точек взрывов, размещение огней, дымовых очагов и места пульта управления, инструктаж пиротехнической бригады, закладка зарядов и организация огневых и дымовых эффектов, уведомление всех участников съёмки о местах расположения зарядов и инструктаж о поведение на съёмочной площадке и во время самой съёмки, уборка всего имущества по окончании съёмки.[8] Прикрепляется к операторской группе.
- Оружейник (англ. weapons master) — специалист, обеспечивающий безопасное использование огнестрельного оружия. Если вместо настоящего или исторического (музейного) оружия используются копии оружия или бутафорское вооружение, то есть когда стрельба имитируется пиротехническими средствами — пиротехник совмещает функции оружейника.[8]

### Осветительный цех

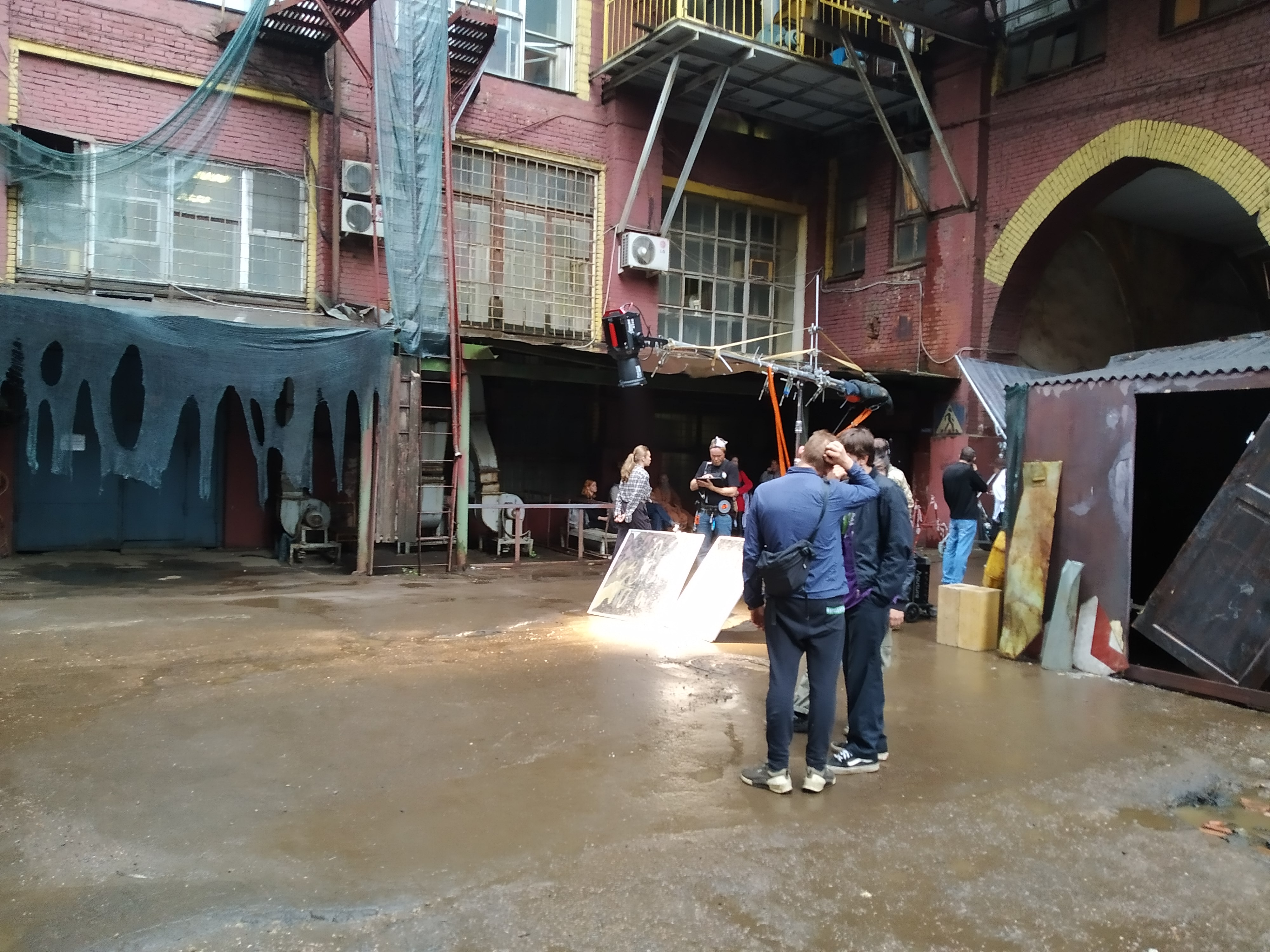
Бригада осветителей выставляет свет с использованием рефлекторов

- Бригадир осветителей или светооператор («Гафер», англ. gaffer) — человек, отвечающий за освещение снимаемой сцены и бесперебойное электроснабжение. При проведении съёмок в условиях экспедиции для электроснабжения используется специальный дизель-генератор на автомобильном шасси — «лихтваген»[10].
- Помощник светооператора (англ. best boy, от фразы «дайте мне самого толкового парня») — занимается заказом необходимого осветительное оборудование и даёт указания рабочим-осветителям[5].
- Бригада осветителей — устанавливает, обеспечивает функционирование и обслуживает осветительную аппаратуру. По указанию бригадира устанавливают светорассеивающие устройства и включают или выключают осветительное оборудование.
- Инженер по генераторам — обеспечивает бесперебойную работу лихтвагена.

### Постановочный цех

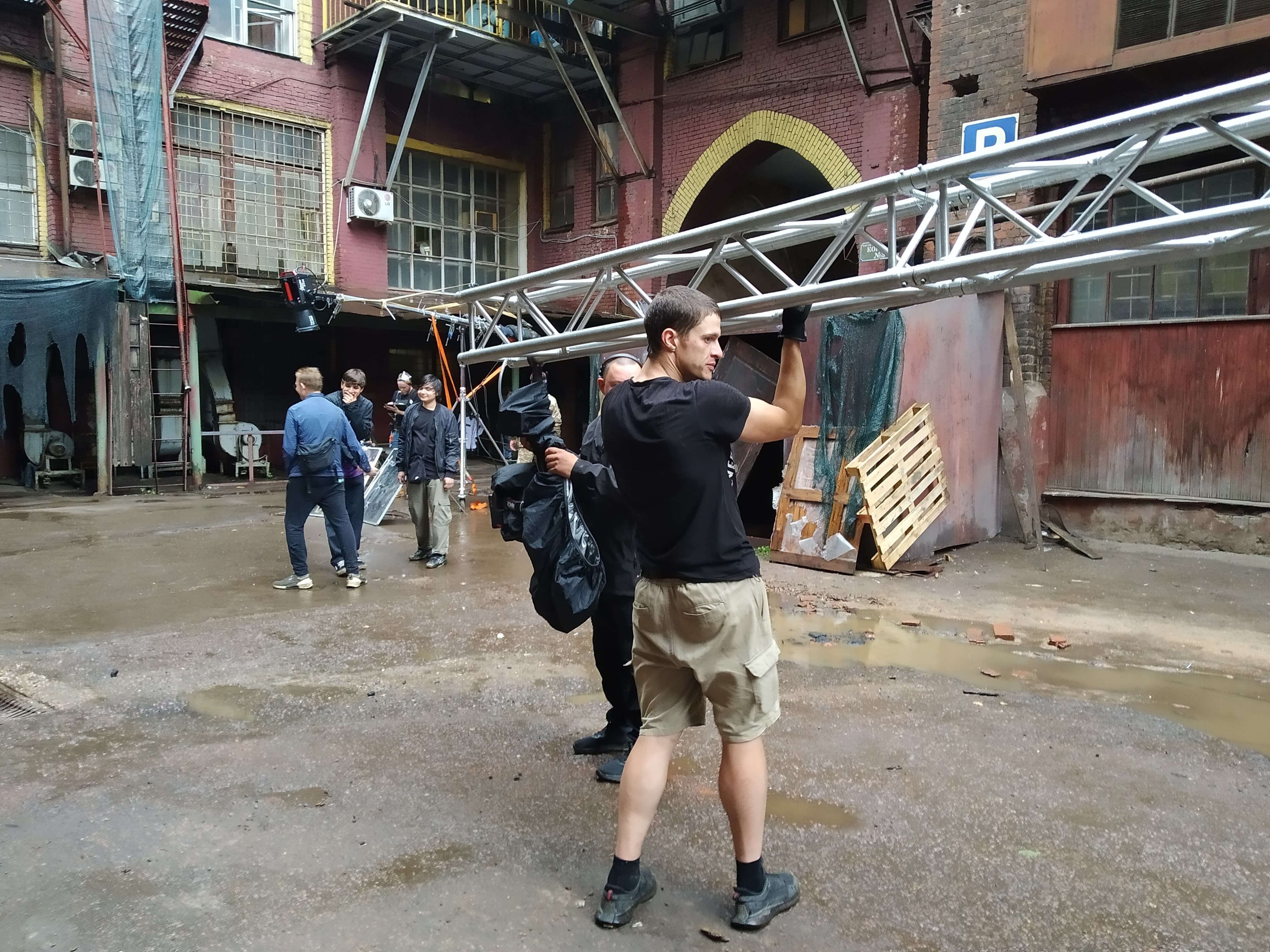
Работа с операторским краном

- Старший рабочий-механик (англ. key grip) — прикрепляется к оператору-постановщику и руководит работой со всем оборудованием, связанным с киносъёмочной аппаратурой на съёмочной площадке. Руководит сотрудниками цеха, грипами (англ. grips), собранными в несколько «команд», каждая из которых отвечает за свой участок работы[5].
- Дольщики и кранмейстер (англ. dolly grip) — команда работников, управляющих операторской тележкой и операторскими кранами. Рабочие постановочного цеха, монтирующие рельсы для операторской тележки и устанавливающие тележку на рельсы. Отвечают за технику безопасности и осуществляют движение стрелы с камерой.

### Фотоцех
- Фотограф — делает фотоснимки, которые впоследствии будут использованы для публикаций в СМИ и рекламы картины[11]. Фотосъёмка постоянно ведётся на съёмочной площадке, что помогает отслеживать очерёдность снимаемых сцен и планов и их соответствие сценарию. Прикрепляется к операторской группе.

### Цех декоративно-технических сооружений (ЦДТС)
- Декоратор — специалист с опытом оформления интерьеров помещений. Находит соответствующие предметы и размещает их внутри декорации таким образом, чтобы сцена выглядела естественно. Подчиняется художнику-постановщику фильма и ассистенту художника-постановщика, работает в тандеме с всем художественно-постановочным цехом.
- Технолог декораций — вычерчивает планы и составляет спецификации по материалам для строительства декораций на основе словесного описания или эскизов.Подчиняется художнику-постановщику фильма и ассистенту художника-постановщика, работает в тандеме с всем художественно-постановочным цехом.
- Бутафоры — производит имитацию в готовых декорациях всех видов поверхностей: штукатурки, кирпичной кладки, мраморных колонн, мороза на окнах и т. п. Подчиняется художнику-постановщику фильма и ассистенту художника-постановщика, работает в тандеме с всем художественно-постановочным цехом.
- Реквизитор (англ. propmaker) — осуществляет работу с вещами персонажей, характеризующими те или иные качества героя, с персональным реквизитом актёров. Работа с контрагентами (дрессировщики, транспорт) и актёрами массовых сцен. Реквизитор подчиняется ассистенту режиссера по реквизиту или ассистенту художника-постановщика  и работает в тандеме с художественно-постановочным цехом.

### Цех комбинированных съёмок
- Оператор комбинированных съёмок. Отдельный специалист цеха комбинированных съёмок, выполняющий съёмку трюковых кадров, а также различных технических приёмов. От обычного оператора отличается наличием навыков работы со специальной киносъёмочной аппаратурой и владением техникой комбинированных съёмок[12].
- Специалист по спецэффектам (англ. special effects supervisor) — занимается разработкой спецэффектов (от искусственного тумана до компьютерной графики), консультирует и продумывает реализацию.
- Супервайзер визуальных эффектов (англ. visual effects supervisor) — работник, отвечающий за соответствие снимаемого изображения условиям наиболее эффективной последующей обработки компьютером. Удаляет из кадра лишние предметы и людей, а также организует взаимодействие актёров с виртуальными персонажами, которых предстоит создать[13].

При незначительных объёмах комбинированных съёмок их выполняют работники цеха по заказ-нарядам, без прикрепления к операторской группе.

### Цех монтажа
- Монтажёр (англ. negative cutter) — готовит исходный материал к монтажу, синхронизирует звук с изображением, подбирает дубли и т. д.
- Цветоустановщик (англ. colorist) — специалист, выполняющий подготовку светового и цветового паспорта картины. Обеспечивает выравнивание изображения по плотности и цветопередаче. При современной технологии осуществляет цифровую цветокоррекцию.

### Цех съёмочной техники
- Техник синхронной аппаратуры или механик съёмочной техники (англ. camera production assistant) — обеспечивает техническое обслуживание киносъёмочных аппаратов, предназначенных для синхронной киносъёмки[14]. При современной технологии, предусматривающей наличие видеоконтроля, отвечает за работоспособность видеоконтрольных устройств.

## Сотрудники, работающие по договору
- Рабочие — выполняют различные поручения.
- Буфетчик и его ассистенты — обеспечивают горячим питанием съёмочную группу непосредственно на съёмочной площадке для сокращения простоев.
- Врач — в случае необходимости обеспечивает своевременное оказание медицинской помощи участникам съёмочной группы. Нередко выступает в роли консультанта в сценах, где по сюжету какому-либо персонажу фильма должна быть оказана медицинская помощь или нужны какие-то познания в области медицины. Случается, помогает гримёру сделать, например, повязку более достоверной.
- Водители — осуществляют доставку оборудования и съёмочной группы на площадку. Развозят актёров, занятых в театрах или на телевидении. Спецтранспорт для оборудования: лихтваген, тонваген, операторский автомобиль и пр. — обслуживаются штатными водителями киностудии. Все водители подчиняются администратору по площадке и директору фильма.
- Охранник — сотрудник, отвечающий за безопасность участников съёмочной группы и сохранность дорогостоящего оборудования. В некоторых случаях охранники являются штатными сотрудниками киностудии.